# Johnny Ace
Johnny Ace, rodným jménem John Marshall Alexander Jr., (9. června 1929, Memphis, Tennessee, USA – 25. prosince 1954, Houston, Texas, USA) byl americký rhythm and bluesový zpěvák.

## Život
Narodil se v Memphisu ve státě Tennessee jako syn kazatele a během Korejské války sloužil v námořnictvu. Následně působil v kapele Adolpha Duncana, z níž odešel do kapely B. B. Kinga. V roce 1952 podepsal nahrávací smlouvu se společností Duke Records a téhož roku vydal svůj první singl „My Song“, který se dostal na první příčku hitparády R&B písní. Následovala řada dalších singlů. Během Vánoc roku 1954 vystoupil ve městě Houston v Texasu. Během přestávky mezi jednotlivými sety si v zákulisí hrál s revolverem kalibru .22. Podle členů jeho kapely to dělal často, často údajně i z automobilu střílel na dopravní značky. Veřejně se má za to, že hrál ruskou ruletu. Basista Curtis Tillman, člen doprovodné kapely zpěvačky Big Mama Thornton, který byl svědkem události, však prohlásil, že to bylo jinak. Ace si údajně se zbraní hrál a někdo prohlásil, ať dává pozor. On řekl, že zbraň není nabitá, namířil na sebe a stiskl spoušť.

## Diskografie

### Alba
- Johnny Ace Memorial Album (1955)
- Johnny Ace: Pledging My Love (1986)
- Johnny Ace: The Complete Duke Recordings (2004)
- Blues & Rhythm Series: The Chronological Johnny Ace 1951–1954 (2005)
- Johnny Ace: Essential Masters (2008)